# Pansentympanie
Die Pansentympanie („Blähsucht“) ist eine Erkrankung der Wiederkäuer, die durch eine gesteigerte Gasansammlung im Pansen gekennzeichnet ist. Man unterscheidet drei Formen: 
- akute Pansentympanie (Tympania ruminis acuta) mit dorsaler Gasblase
- akute Pansentympanie mit schaumiger Durchmischung des Inhaltes
- chronisch-rezidivierende Pansentympanie (Tympania ruminis chronica recidivaria)

## Akute Pansentympanie mit dorsaler Gasblase
Diese Form der Tympanie entsteht durch Störung des Ruktus. Als Ursachen kommen eine Verlegung des Mageneingangs, Störungen der Innervation (Hoflund-Syndrom, Schädigung des Nervus vagus), Pansenazidose, Pansenalkalose, Schlundverstopfung, Hypokalzämie oder entzündliche Erkrankungen anderer Bauchhöhlenorgane.
Die Erkrankung tritt bei Einzeltieren auf und ist durch eine starke Hervorwölbung der linken Flanke gekennzeichnet. Zur Behandlung wird über eine Nasenschlundsonde das Gas aus dem Pansen abgelassen. Gegebenenfalls ist dazu zunächst eine Entfernung eines Fremdkörpers in der Speiseröhre notwendig. In lebensbedrohlichen Zuständen kann durch einen Pansenstich in der linken Flanke das Gas über einen Trokar abgelassen werden.

## Akute Pansentympanie mit schaumiger Durchmischung des Inhaltes
Die genaue Entstehung dieser Form der Erkrankung ist nicht bekannt. Auf jeden Fall spielen bestimmte Pflanzeninhaltsstoffe eine Rolle sowie Rationen mit hohem Anteil an leicht verdaulichen Kohlenhydraten und löslichen Proteinen und wenig Rohfaseranteil. Häufiger Auslöser sind Leguminosen wie Luzerne und Klee, junges Gras („Weidetympanie“), Treber, Schlempe, junger Raps, Getreide, Rüben… Durch die rasch einsetzende Gärung im Pansen und dem viskösen Panseninhalt bleiben die Gasbläschen eingeschlossen und können nicht über den Ruktus abgegeben werden.
Die akute Pansentympanie mit schaumiger Durchmischung des Inhaltes tritt meist bei mehreren Tieren des Bestandes auf. Der Pansen ist mittels Sonde zwar erreichbar, jedoch erfolgt keine Abgasung. Ein Pansenstich bringt keine Verbesserung, in lebensbedrohlichen Fällen kann ein Pansenschnitt erfolgen, bei dem sich der kleinblasige Inhalt entleeren kann. Bei normalem Verlauf ist die Eingabe von schaumbrechenden Medikamenten (Antizymotika) wie Polydimethylsiloxan angezeigt.

## Chronisch-rezidivierende Pansentympanie
Die chronisch-rezidivierende Pansentympanie tritt bei älteren Kühen vor allem als Symptom anderer Erkrankungen der Verdauungsorgane oder von Allgemeinerkrankungen auf. Die Vorwölbung der linken Flanke ist meist moderat. Die Therapie richtet sich nach der Grunderkrankung, unter Umständen sind nur lebenserhaltende Maßnahmen bis zur Abkalbung angezeigt.